# Ali-Frazier-Award
Der Ali-Frazier-Award (von 2002 bis 2009 Harry Markson Award) ist eine von der Boxing Writers Association of America (kurz BWAA) seit dem Jahr 2002 vergebene globale Auszeichnung für den, unabhängig von den Gewichtsklassen, Kampf des Jahres im Profiboxsport.
Die Würdigung wurde anfangs nach dem US-amerikanischen Publizisten und Boxpromoter Harry Markson benannt. Erst 2009 wurde die Auszeichnung in Ali-Frazier-Award zu Ehren von Muhammad Ali und Joe Frazier und ihrer epischen Kampftrilogie umbenannt (Fight of the Century, Muhammad Ali vs. Joe Frazier II, Thrilla in Manila).
| Auszeichnungen        | Auszeichnungen     | Auszeichnungen                              | Auszeichnungen                                                                                | Auszeichnungen                                                   | Auszeichnungen                                                                    |
| Jahr der Auszeichnung | Datum des Kampfes  | Kampf                                       | Ort des Kampfes                                                                               | Resultat des Kampfes                                             | Titelkampf / Nichttitelkampf                                                      |
| --------------------- | ------------------ | ------------------------------------------- | --------------------------------------------------------------------------------------------- | ---------------------------------------------------------------- | --------------------------------------------------------------------------------- |
| 2002                  | 18. Mai 2002       | Micky Ward vs. Arturo Gatti                 | Mohegan Sun Arena, Montville, Vereinigte Staaten                                              | Sieger durch Mehrheitsentscheidung: Micky Ward                   | Nichttitelkampf                                                                   |
| 2003                  | 26. April 2003     | James Toney vs. Wassili Schirow             | Foxwoods Resort Casino, Ledyard, Vereinigte Staaten                                           | Sieger durch einstimmige Punktentscheidung: James Toney          | IBF-Weltmeisterschaft im Cruisergewicht                                           |
| 2004                  | 27. November 2004  | Marco Antonio Barrera vs. Erik Morales      | MGM Grand Garden Arena, Paradise, Vereinigte Staaten                                          | Sieger durch Mehrheitsentscheidung: Marco Antonio Barrera        | WBC-Weltmeisterschaft im Superfedergewicht                                        |
| 2005                  | 7. Mai 2005        | Diego Corrales vs. José Luis Castillo       | Mandalay Bay Events Center, Paradise, Vereinigte Staaten                                      | Sieger durch technischen K.o. in Runde 10: Diego Corrales        | WBC-, WBO- und Ring-Magazine-Weltmeisterschaft im Leichtgewicht                   |
| 2006                  | 18. März 2006      | Somsak Sithchatchawal vs. Mahyar Monshipour | Palais des sports Marcel-Cerdan, Levallois-Perret, Frankreich                                 | Sieger durch technischen K.o. in Runde 10: Somsak Sithchatchawal | WBA-Weltmeisterschaft im Superbantamgewicht                                       |
| 2007                  | 29. September 2007 | Kelly Pavlik vs. Jermain Taylor             | Boardwalk Hall, Atlantic City, Vereinigte Staaten                                             | Sieger durch technischen K.o. in Runde 7: Kelly Pavlik           | WBC-, WBO- und Ring-Magazine-Weltmeisterschaft im Mittelgewicht                   |
| 2008                  | 1. März 2008       | Israel Vázquez vs. Rafael Márquez           | StubHub Center, Carson, Vereinigte Staaten                                                    | Sieger durch geteilte Punktentscheidung Israel Vázquez           | WBC- und Ring-Magazine-Weltmeisterschaft im Superbantamgewicht                    |
| 2009                  | 28. Februar 2009   | Juan Manuel Márquez vs. Juan Díaz           | Toyota Center, Houston, Vereinigte Staaten                                                    | Sieger durch technischen K.o. in Runde 9: Juan Manuel Márquez    | WBA-, WBO- und Ring-Magazine-Weltmeisterschaft im Leichtgewicht                   |
| 2010                  | 11. Dezember 2010  | Amir Khan vs. Marcos Maidana                | Mandalay Bay Events Center, Paradise, Vereinigte Staaten                                      | Sieger durch einstimmige Punktentscheidung: Amir Khan            | WBA-Weltmeisterschaft im Halbweltergewicht                                        |
| 2011                  | 15. Juli 2011      | Delvin Rodriguez vs. Paweł Wolak            | Roseland Ballroom, New York City, Vereinigte Staaten                                          | Unentschieden                                                    | Nichttitelkampf                                                                   |
| 2012                  | 8. Dezember 2012   | Juan Manuel Márquez vs. Manny Pacquiao      | MGM Grand Garden Arena, Paradise, Vereinigte Staaten                                          | Sieger durch klassischen K.o. in Runde 6: Juan Manuel Márquez    | Nichttitelkampf                                                                   |
| 2013                  | 16. März 2013      | Timothy Bradley vs. Ruslan Provodnikov      | StubHub Center, Carson, Vereinigte Staaten                                                    | Sieger durch einstimmige Punktentscheidung: Timothy Bradley      | WBO-Weltmeisterschaft im Weltergewicht                                            |
| 2014                  | 26. April 2014     | Lucas Matthysse vs. John Molina             | StubHub Center, Carson, Vereinigte Staaten                                                    | Sieger durch klassischen K.o. in Runde 11: Lucas Matthysse       | Nichttitelkampf                                                                   |
| 2015                  | 21. November 2015  | Francisco Vargas vs. Takashi Miura          | Mandalay Bay Events Center, Paradise, Vereinigte Staaten                                      | Sieger durch technischen K.o. in Runde 9: Francisco Vargas       | WBC-Weltmeisterschaft im Superfedergewicht                                        |
| 2016                  | 4. Juni 2016       | Francisco Vargas vs. Orlando Salido         | StubHub Center, Carson, Vereinigte Staaten                                                    | Unentschieden                                                    | WBC-Weltmeisterschaft im Superfedergewicht                                        |
| 2017                  | 29. April 2017     | Anthony Joshua vs. Wladimir Klitschko       | Wembley-Stadion, London, Vereinigtes Königreich                                               | Sieger durch technischen K.o. in Runde 11: Anthony Joshua        | WBA-, IBF- und IBO-Weltmeisterschaft im Schwergewicht                             |
| 2018                  | 7. April 2018      | Jarrett Hurd vs. Erislandy Lara             | [[Hard Rock Hotel and Casino Las Vegas<„The Joint“\|The Joint]], Paradise, Vereinigte Staaten | Sieger durch geteilte Punktentscheidung: Jarrett Hurd            | WBA-, IBF- und IBO-Weltmeisterschaft im Halbmittelgewicht                         |
| 2019                  | 7. November 2019   | Naoya Inoue vs. Nonito Donaire              | Saitama Super Arena, Paradise, Vereinigte Staaten                                             | Sieger durch geteilte Punktentscheidung: Naoya Inoue             | WBA- und IBF-Weltmeisterschaft im Bantamgewicht, Finale World Boxing Super Series |
| 2020                  | 3. Oktober 2020    | Jose Zepeda vs. Iwan Barantschyk            | MGM Grand Conference Center, Paradise, Vereinigte Staaten                                     | Sieger durch klassischen K.o. in Runde 5: Jose Zepeda            | Nichttitelkampf                                                                   |
| 2021                  | 9. Oktober 2021    | Tyson Fury vs. Deontay Wilder               | T-Mobile Arena, Paradise, Vereinigte Staaten                                                  | Sieger durch klassischen K.o. in Runde 11: Tyson Fury            | WBC-Weltmeisterschaft im Schwergewicht                                            |
| 2022                  | 12. März 2022      | Leigh Wood vs. Michael Conlan               | Motorpoint Arena, Nottingham, Vereinigtes Königreich                                          | Sieger durch technischen K.o. in Runde 12: Leigh Wood            | WBA-Weltmeisterschaft im Federgewicht                                             |
| 2023                  | 10. Juni 2023      | Jaime Munguía vs. Serhij Derewjantschenko   | Toyota Arena, Ontario, Vereinigte Staaten                                                     | Sieger durch einstimmige Punktentscheidung: Jaime Munguía        | Nichttitelkampf                                                                   |